# Tina Mackic
Christina "Tina" Mackic, ibland stavat Mačkić, född 25 april 1986 i Nödinge församling i Älvsborgs län, är en svensk författare, manusförfattare och regissör.

## Biografi
Tina Mackic är känd bland annat för att vara personen som skapat TV-figuren Sommarskuggan. Hon har arbetat för SVT-programmet Sommarlov där Sommarskuggan gjorde sin entré år 2016, och blev snabbt en favorit bland barnen. Sommarskuggan har sedan dess sänts varje år i programmet. Hon har även skrivit ett antal barnböcker baserade på Sommarskuggan. För böckernas illustrationer har Johanna Arpiainen svarat. Den första boken Sommarskuggan och halloween-buset släpptes 2019. Hon har även regisserat filmerna Lasse-Majas detektivbyrå – Skorpionens gåta och Lasse-Majas detektivbyrå – Maskoten som försvann.

## Filmografi (i urval)
- 2022 – Lasse-Majas detektivbyrå – Skorpionens gåta regi
- 2024 – Lasse-Majas detektivbyrå – Maskoten som försvann regi